# Sarpsborg Olavs Menn 2019
Questa voce raccoglie le informazioni riguardanti i Sarpsborg Olavs Menn nelle competizioni ufficiali della stagione 2019.

## Eliteserien 2019

### Stagione regolare
| Kristiansand 28 aprile 2019, ore 14:00 | Kristiansand Gladiators | 37 – 6 | Sarpsborg Olavs Menn | Karuss |

| Skjeberg 5 maggio 2019, ore 14:00 | Sarpsborg Olavs Menn | 0 – 46 | Oslo Vikings | Skjeberg Sport |

| Skjeberg 12 maggio 2019, ore 14:00 | Sarpsborg Olavs Menn | 23 – 28 | Eidsvoll 1814's | Skjeberg Sport |

| Oslo 26 maggio 2019, ore 15:00 | Oslo Vikings | 56 – 6 | Sarpsborg Olavs Menn | Frogner Stadion |

| Oslo 1º giugno 2019, ore 14:00 | Vålerenga Trolls | 33 – 27 | Sarpsborg Olavs Menn | Frogner Stadion |

| Skjeberg 8 giugno 2019, ore 14:00 | Sarpsborg Olavs Menn | 18 – 27 | Kristiansand Gladiators | Skjeberg Sport |

### Playoff
| Oslo 23 giugno 2019 | Vålerenga Trolls | 34 – 63 | Sarpsborg Olavs Menn | Frogner Stadion |

| Oslo 30 giugno 2019 | Oslo Vikings | 63 – 14 | Sarpsborg Olavs Menn | Frogner Stadion |

## Statistiche di squadra
| Competizione | %Vittorie | In casa | In casa | In casa | In casa | In casa | In casa | In trasferta | In trasferta | In trasferta | In trasferta | In trasferta | In trasferta | Totale | Totale | Totale | Totale | Totale | Totale |
| Competizione | %Vittorie | G       | V       | N       | P       | Pf      | Ps      | G            | V            | N            | P            | Pf           | Ps           | G      | V      | N      | P      | Pf     | Ps     |
| ------------ | --------- | ------- | ------- | ------- | ------- | ------- | ------- | ------------ | ------------ | ------------ | ------------ | ------------ | ------------ | ------ | ------ | ------ | ------ | ------ | ------ |
| Campionato   | .000      | 3       | 0       | 0       | 3       | 41      | 101     | 3            | 0            | 0            | 3            | 39           | 126          | 6      | 0      | 0      | 6      | 80     | 227    |
| Playoff      | .500      | 0       | 0       | 0       | 0       | 0       | 0       | 2            | 1            | 0            | 1            | 77           | 97           | 2      | 1      | 0      | 1      | 77     | 97     |
| Totale       | .125      | 3       | 0       | 0       | 3       | 41      | 95      | 5            | 1            | 0            | 4            | 116          | 229          | 8      | 1      | 0      | 7      | 157    | 324    |